# Robert Sadowski (piłkarz)
Robert Sadowski (16 sierpnia 1914 w Czerniowcach w Austro-Węgrzech, zm. ?) – rumuński piłkarz pochodzenia polskiego, grający na pozycji bramkarza, reprezentant Rumunii.

## Kariera piłkarska

### Kariera klubowa
Karierę piłkarską rozpoczął w klubie Muncitorul Czerniowce, skąd w 1935 przeszedł do AMEF Arad. W 1938 roku przeniósł się do Bukaresztu, gdzie bronił barw klubów Juventus, Rapid, CFR i Ciocanul. W latach 1950–1951 występował we francuskim AS Monaco, po czym zakończył karierę piłkarską.

### Kariera reprezentacyjna
8 września 1937 debiutował w reprezentacji Rumunii w meczu z Jugosławią (1:2). Łącznie rozegrał 5 meczów.

## Sukcesy i odznaczenia

### Sukcesy klubowe
- wicemistrz Rumunii: 1936, 1941
- zdobywca Pucharu Rumunii: 1940, 1941, 1942

### Sukcesy reprezentacyjne
- uczestnik mistrzostw świata: 1938 (we Francji)

### Sukcesy indywidualne
- w I lidze Rumunii rozegrał 161 meczów